# Montanhas Chigmit

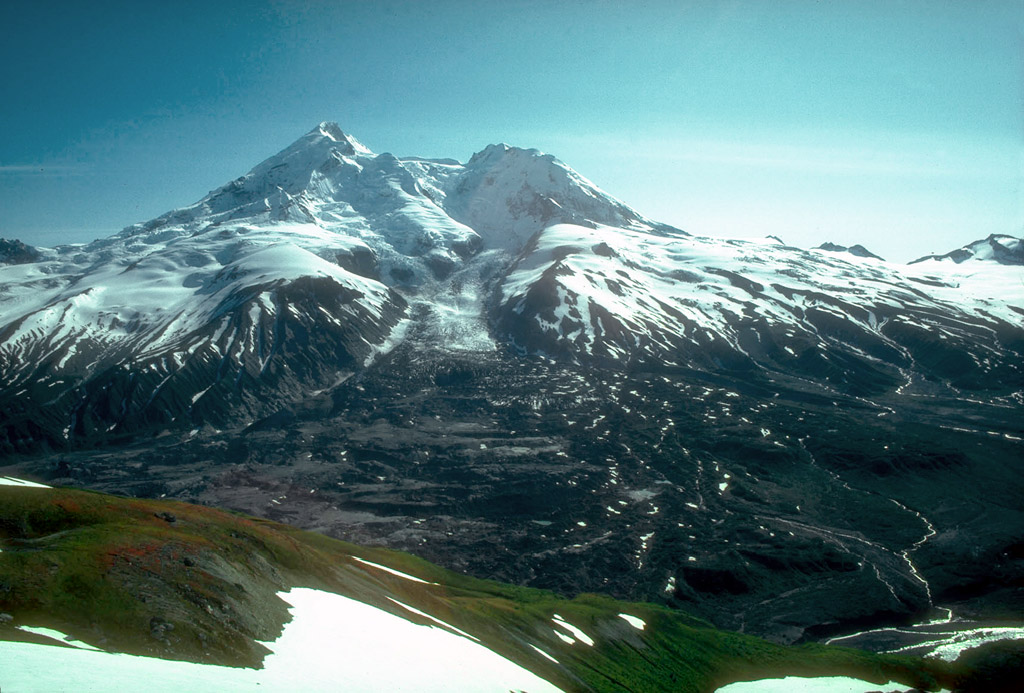
O monte Redoubt.

As Montanhas Chigmit são um subgrupo da Cordilheira Aleutiana no distrito da Peninsula do Kenai e distrito de Lake and Peninsula no Alasca. O seu ponto mais alto é o monte Redoubt, com 3108 m de altitude.